# Jellingsyssel
Jellingsyssel var i Middelalderen et syssel i den sydøstlige del af Nørrejylland.
Syslet indeholder to herreder: Nørvang Herred og Tørrild Herred.